# Whisky Galore!
Whisky Galore! (también titulada whisky a raudales) es una película de comedia británica de 2016, una nueva versión de la película de 1949 del mismo título, basada en la novela homónima del escritor escocés Compton Mackenzie, dirigida por Gillies MacKinnon y protagonizada por Ellie Kendrick, Gregor Fisher, Eddie Izzard, Sean Biggerstaff y Naomi Battrick, en los papeles principales.

## Sinopsis
En la ficticia isla de Todday, en las Islas Hébridas Exteriores (Escocia), la población local hace frente como puede a la escasez de whisky propiciada por las restricciones provocadas por la Segunda Guerra Mundial. Para gran parte de los habitantes de la isla, la falta de dicha bebida espirituosa es la mayor catástrofe a la que se podían enfrentar. Pero en estas circunstancias los isleños tendrán un gran golpe de suerte cuando el SS Cabinet Minister, un gran navío que transportaba 50 000 cajas de whisky escocés a los Estados Unidos, naufraga en sus costas, dando a los isleños la oportunidad de poner en sus manos la preciada «agua de la vida, sin la cual esta no merece la pena ser vivida». Instantáneamente se producirá una auténtica movilización ciudadana clandestina para rescatar el preciado botín sin que se percaten de ello las autoridades locales.
Sin embargo, las cosas no son tan fáciles como pudieran parecer; los isleños deberán burlar a varias personalidades comoː MacAlister el ministro luterano local (James Cosmo) —un estricto Sabatista que no permite bajo ninguna circunstancia que se trabaje en domingo—; el capitán Waggett (Eddie Izzard), el oficial de la Home Guard que quiere detener los saqueos; y Farquharson (Kevin Mains), el oficial de aduanas que también busca el whisky en las casas de los isleños, estos personajes, por diversas razones, no desean que el preciado líquido caiga en manos de los lugareños.  
Al mismo tiempo, y en una trama secundaria, Macroon (Gregor Fisher) el encargado de la oficina postal local ve como sus dos hijasː Peggy y Catriona Macronn (Naomi Battrick y Ellie Kendrick), están deseando abandonar la casa familiar para casarse con el sargento Odd (Sean Biggerstaff) y George Campbell (Kevin Guthrie) respectivamente. Además entre las cajas de whisky encuentra un pequeño maletín de cuero rojo con las cartas de amor que el rey Eduardo VIII del Reino Unido le escribió a su amante Wallis Simpson.   

## Reparto
- Gregor Fisher como Joseph Macroon
- Naomi Battrick como Peggy Macroon
- Ellie Kendrick como Catriona Macroon
- Sean Biggerstaff como sargento Odd
- James Cosmo como MacAlister, el ministro luterano
- Matt Costello como capitán McKechnie
- Alan Cuthbert como primer oficial
- Andrew Dallmeyer como Héctor
- Ken Drury como Mr. Bain
- Iona Fyfe como chica en la boda;[4]
- Kevin Guthrie como George Campbell, el maestro local
- Holly Howden Gilchrist como Morag
- Eddie Izzard como capitán Waggett
- Ciaron Kelly como Constable McPhee
- Kevin Mains como Farquharson
- Doug Mathieson como First Mate
- Álex Mathieson como joven Neil
- Jack Muir como conductor del camión

## Producción
La producción pasó diez años en el infierno del desarrollo. El productor Iain Maclean había iniciado el proyecto en 2004 con el escritor Bill Bryden como adjunto y los productores Stephen Evans, Maggie Montieth y Ed Crozier. Recaudó 400 000 £ a través de inversión privada para financiar el desarrollo de la película a través de la compañía Whiskey Galore Development. Ltd. Después de despedir a Bill Bryden, Peter McDougall se incorporó y escribió un guion para una filmación que inicialmente estaba prevista para el verano de 2006. A pesar de todo, la película nunca comenzó a rodarse.
Entre 2006 y 2010, Stephen Evans y Ed Crozier abandonaron el proyecto. En 2012, Iain Maclean, desanimado por la falta de financiación de la producción, tuvo que dejar que Whisky Galore Development pasara a manos de la administración para que se pudiera concluir el proyecto. En 2014 decidió reavivar el proyecto cuando conoció al granjero y empresario irlandés Peter Drayne, quien acordó financiar la película por completo y resucitó el proyecto, siempre y cuando el proyecto comenzara desde cero.
El rodaje comenzó a finales de 2015 en Escocia. Mientras tanto, Peter McDougall escribió un nuevo guion. Según el director Gillies MacKinnon, la película es una reinterpretación moderna de la película de 1949, no una mera versión: «El estilo es contemporáneo, abarca el drama, el romance y la comedia, con una variedad de personajes coloridos que proporcionan una plataforma para un elenco maravilloso».
La película finalmente se estrenó en el Festival de Cine de Edimburgo de 2016, en Escocia el 5 de mayo de 2017 y en el resto del Reino Unido, Irlanda y Estados Unidos a partir del 19 de mayo de 2017. La fotografía principal de la película se rodó en la pequeña localidad costera de Portsoy situada en el concejo de Aberdeenshire, en Escocia (Reino Unido).

## Críticas
La película recibió críticas mixtas después de su estreno. Así Kate Muir del periódico británico The Times, le dio a la película cuatro estrellas de cinco. Muir elogió la «farsa enérgica» y, en particular, la interpretación de Eddie Izzard como el capitán Waggett quien, según escribióː interpretó su papel «con una alegría psicótica y obsesiva y un guiño al capitán Mainwaring de la clásica serie de la BBC Dad's Army». Muir también dijo que «los fanáticos de la película original pueden encontrar poca o ninguna mejora en esta versión, pero que para la nueva generación este Whisky Galore! Será un placer». Toby Symonds, de The Film Blog, también elogió la película, describiéndola como «visual y audiblemente hermosa». Así mismo, elogió la actuación de Gregor Fisher, James Cosmo y Tim Pigott-Smithː «En manos tan talentosas, la comedia ligera se vuelve excitante».
Sin embargo, Helen O'Hara del Empire Magazine describió la película como «Demasiado comedida y educada para realmente captar la atención» y que parece «más como una película para televisión para ver comodamente un domingo por la noche que una película cinematográfica», mientras que Jeannette Catsoulis de The New York Times escribió que «Más allá de la simple nostalgia [...] el atractivo de este relajado recauchutado es difícil de discernir».